# Kahle Pön bei Usseln
Kahle Pön bei Usseln este o arie protejată (arie specială de conservare — SAC, sit de importanță comunitară — SCI) din Germania întinsă pe o suprafață de 35,04 ha, integral pe uscat.

## Localizare
Centrul sitului Kahle Pön bei Usseln este situat la coordonatele 51°16′14″N 8°39′58″E / 51.2706°N 8.6661°E.

## Înființare
Situl Kahle Pön bei Usseln a fost declarat sit de importanță comunitară în aprilie 1999 pentru a proteja 8 specii de animale. Situl a fost protejat și ca arie specială de conservare în martie 2008.

## Biodiversitate
Situată în ecoregiunea continentală, aria protejată conține 2 habitate naturale: Pajiști uscate europene, Formațiuni ierboase bogate în specii de Nardus, dezvoltate pe substraturi silicioase în zone montane (și în zone submontane, în Europa continentală).
La baza desemnării sitului se află mai multe specii protejate de  păsări (8): fâsă de luncă (Anthus pratensis), ciocănitoare neagră (Dryocopus martius), sfrâncioc roșiatic (Lanius collurio), sfrâncioc mare (Lanius excubitor excubitor), ciocârlie de pădure (Lullula arborea), gaia roșie (Milvus milvus), ciocănitoare verzuie (Picus canus), sturz-cântător (Turdus philomelos).
Pe lângă speciile protejate, pe teritoriul sitului au mai fost identificate 9 specii de plante, 1 specie de amfibieni, 3 specii de nevertebrate.